# 名目貨幣
名目貨幣（めいもくかへい）とは、経済学用語の一つであり、経済活動が行われるに際して用いられている貨幣の種類。
名目貨幣とされているものには実用的な価値は存在せず、法律により強制的に価値を付与されているがゆえに売買に使用されるようになっている。主な名目貨幣としては日常の買い物で使用しているような銀行券があてはまり、他には政府紙幣などが存在する。現代社会において各国で法定通貨として使用される硬貨（素材は銅合金（銅貨）が中心的だが、アルミニウムやメッキした鋼鉄などのものもある）もまた名目貨幣であり、実質価値（素材価値）は名目価値より低い。
これとは反対に、金貨や銀貨など貨幣とされている物質そのものに価値があるがゆえに取引に使用されているような貨幣のことは「実物貨幣」という。